# ステファン・マリノヴィッチ
ステファン・トーン・マリノヴィッチはニュージーランド・オークランド出身のサッカー選手。ポジションはGK。ハポエル・テルアビブFCに所属している。ニュージーランド代表。

## 経歴
オークランドにあるキングス・カレッジに通学していた。非凡な才能を見せ、2005年の15歳以下の大会で優勝、2008年にはニュージーランドU-19代表に帯同した。さらにエヴァートンFCやFCチューリッヒ、シャルケ04などのトライアル試験に参加するが、これはどれも入団までこぎつけることはできなかった。直後に、ブンデスリーガに所属するSVヴェーエンと契約を結ぶ。
2013年にFCイスマニンに、さらに古豪1860ミュンヘンのセカンドチームに所属したが、出場機会を得ることはほとんどなかった。
2014年、SpVggウンターハヒンクに移籍しブレイクする。2017年6月21日に、メジャーリーグサッカーに所属するバンクーバー・ホワイトキャップスに移籍した。2018年2月11日のパシフィック・リム・カップでは決勝戦で北海道コンサドーレ札幌と対戦し、前半のみに出場した。チームは後半に都倉賢の決勝点により優勝を逃した。

## 代表経歴
2015年3月8日に韓国代表との親善試合でA代表に初招集された。同年3月31日に代表デビューを果たし、李在成のPKを止めるなどの活躍を見せた。
2017年10月6日の日本代表との親善試合で来日し、先発で出場。好セーブを見せるも、試合終了直前に倉田秋の勝ち越しゴールを許しチームは2-1で惜敗した。